# Naman Keïta
Naman Keïta (Parigi, 9 aprile 1978) è un ostacolista e velocista francese, campione mondiale della staffetta 4×400 metri a Parigi Saint-Denis 2003.

## Record nazionali

### Seniores
- Staffetta 4×400 metri: 2'58"96 ( Saint-Denis, 31 agosto 2003) (Leslie Djhone, Naman Keïta, Stéphane Diagana, Marc Raquil)

## Palmarès
| Anno | Manifestazione  | Sede        | Evento   | Risultato  | Prestazione | Note             |
| ---- | --------------- | ----------- | -------- | ---------- | ----------- | ---------------- |
| 2002 | Europei         | Monaco      | 4×400 m  | Bronzo     | 3'02"76     |                  |
| 2003 | Mondiali        | Saint-Denis | 400 m hs | Semifinale | 49"57       |                  |
| 2003 | Mondiali        | Saint-Denis | 4×400 m  | Oro        | 2'58"96     | Record nazionale |
| 2004 | Giochi olimpici | Atene       | 400 m hs | Bronzo     | 48"26       |                  |
| 2005 | Mondiali        | Helsinki    | 400 m hs | 5º         | 48"28       |                  |
| 2005 | Mondiali        | Helsinki    | 4×400 m  | 6º         | 3'03"10     |                  |
| 2006 | Europei         | Göteborg    | 400 m hs | 4º         | 49"13       |                  |
| 2006 | Europei         | Göteborg    | 4×400 m  | Oro        | 3'01"10     |                  |
| 2007 | Mondiali        | Osaka       | 400 m hs | Semifinale | dq          |                  |
| 2012 | Europei         | Helsinki    | 4×400 m  | 6º         | 3'03"04     |                  |

## Altre competizioni internazionali
2004
- Argento in Coppa Europa ( Bydgoszcz), 400 m hs - 49"04
- 7º alla World Athletics Final ( Monaco), 400 m hs - 48"82

2005
- Oro in Coppa Europa ( Firenze), 400 m hs - 48"77
- 4º alla World Athletics Final ( Monaco), 400 m hs - 48"36

2006
- Coppa Europa di atletica leggera ( Malaga)
- 7º alla World Athletics Final ( Stoccarda), 400 m hs - 49"40
- 5º in Coppa del mondo ( Atene), 400 m hs - 49"53
- 4º in Coppa del mondo ( Atene), 4×400 m - 3'03"85

2007
- Coppa Europa di atletica leggera ( Monaco di Baviera)